# John Aloisi
John Aloisi (ur. 5 lutego 1976 roku w Adelaide) – australijski piłkarz, reprezentant kraju. W swojej karierze grał kolejno w takich zespołach jak Adelaide City, Standard Liège, Royal Antwerp, U.S. Cremonese, Portsmouth F.C., Coventry City, Osasuna Pampeluna, Deportivo Alavés oraz Central Coast Mariners. 16 października 2005 roku Aloisi zdobył decydującego gola strzelając karnego w meczu z Urugwajem decydującym o udziale w Mistrzostwach Świata w Piłce Nożnej 2006.
Brat innego piłkarza, Rossa Aloisi.